# Alifuatpaşa, Geyve
Alifuatpaşa là một xã thuộc huyện Geyve, tỉnh Sakarya, Thổ Nhĩ Kỳ. Dân số thời điểm năm 2008 là 5.579 người.